# Пајк Крик (Делавер)
Пајк Крик (енгл. Pike Creek) насељено је место без административног статуса у америчкој савезној држави Делавер.

## Демографија
По попису из 2010. године број становника је 7.898, што је 11.853 (-60,0%) становника мање него 2000. године.
| Група             | 2000.          | 2010.         |
| Белци             | 17.099 (86,6%) | 6.423 (81,3%) |
| Афроамериканци    | 808 (4,1%)     | 294 (3,7%)    |
| Азијати           | 1.102 (5,6%)   | 836 (10,6%)   |
| Хиспаноамериканци | 511 (2,6%)     | 219 (2,8%)    |
| Укупно            | 19.751         | 7.898         |